# C4H6N2O3
化学式C4H6N2O3（摩尔质量：130.1 g/mol）可以指：
- 2-咪唑烷酮-4-羧酸，CAS号：41371-53-3
- 3-脲基烯丙酸，Pubchem CID：1751484
- 5-羟基-1-甲基海因，CAS号：84210-26-4

|  | 这个同类索引页列出了具有相同分子式的化学物（即同分異構體）条目。 除非您是有意链接至本页，否则应将相应条目的内部链接指向正确的条目。 |